# أولا وونغ
أولا وونغ (بالسويدية: Ola Wong) هو مؤلف وصحفي سويدي، ولد في 6 يناير 1977 في بوروس في السويد.